# الصنعات (المضاربة والعارة)

تعديل مصدري - تعديل

الصنعات هي إحدى قرى عزلة العارة بمديرية المضاربة والعارة التابعة لمحافظة لحج، بلغ تعداد سكانها 44 نسمة حسب تعداد اليمن لعام 2004.